# トト (俳優)
トト（Totò イタリア発音 [toˈtɔ], 1898年2月15日 - 1967年4月15日）は、イタリアの喜劇俳優である。

## 概要
本名はアントニオ＝グリッフォ＝フォカス＝フラヴィオ＝アンジェロ＝ドゥカス＝コムネオ＝ポルフィロゲニト・ガリアルディ・デ＝クルティス＝ディ＝ビザンツィオ Antonio Griffo Focas Flavio Angelo Ducas Comneno Porfirogenito Gagliardi De Curtis di Bisanzio、通常はアントニオ・デ＝クルティス Antonio De Curtis。
イタリア喜劇の象徴的な俳優であり、「爆笑の王子」と呼ばれた彼は、また喜劇のみならず映画及び舞台俳優としても重要な一人としてみなされており、また演技の他にも作家、歌手、作曲家としての活動も見られた。20世紀を代表するイタリアのアーティストである。
出生名アントニオ＝ヴィンツェンツォ＝ステファノ・クレメンテAntonio Vincenzo Stefano Clementeとして軍人の父ジュゼッペ・デ＝クルティスの婚外子として母アンナ・クレメンテAnna Clementeの間に生まれたアントニオは、軍人のフランチェスコ＝マリア・ガリアルディ＝フォカスの養子となった。
彼の業績は、喜劇の伝統や、バスター・キートン、チャーリー・チャップリン、さらにはマルクス兄弟やエットーレ・ペトロリーニといった喜劇俳優たちと並んで、50年にも及ぶキャリアを持ち、50本以上の演劇、97本の映画、9本のテレビ映画へ出演し、さらにその多くで主役を演じた。最後は必ずしっぺ返しを食うオチがほとんどの彼の映画は、イタリアにおける観客動員数を更新し続けた。長年の舞台の経験によって磨かれたその独特の演技は、時には素晴らしく書かれた台本通りに、時には彼自身の責任によるアドリブで、脈絡網膜炎に病んだ晩年まで演じられた。映画業界の危機によって何度もそのキャリアを中断し、また彼自身何度か行方をくらませたにもかかわらず、彼は常にイタリア喜劇における大衆的な存在であり続けている。
元ジャーナリストで彼の伴侶のフランカ・ファルディーニは、トトの死後作家に転じ、1977年に評伝「トト、男と仮面 Totò: l'uomo e la maschera」をゴッフレード・フォーフィと共著した。その中では映画の外での芸術家としての彼の姿や、妻としての視点で見た彼の素顔が描かれている。

「私の葬式は十分美しいものになるだろう。なぜならそこには言葉が、大言壮語が、賛辞があり、私を大俳優だとほめそやかすからである。なぜならここはとても美しい国で、しかしながら死が必要だと認識しつつあるからだ」
--フランカ・ファルディーニ「トト、男と仮面」1977年

## 経歴

### サニタ地区の悪戯小僧
トト、本名アントニオは1898年2月15日にナポリのマフィアであるカモッラの活動中心部であるサニタ地区のサンタ＝マリア・アンテセクラ通り109番地の家の2階で生まれた。母アンナ・クレメンテは父ジュゼッペ・デ＝クルティスの婚外子としてアントニオを産んでおり、「アントニオ・クレメンティ、母アンナ・クレメンティと何某との子」として知られ、やがて地域でトトとあだ名されるようになった。
孤独で陰鬱な性格で、極度に貧乏な環境で育った彼は、子供時代の終わりには芸術家になることを強く志して学業を放棄し、それによって小学校4年生だった彼は3年生へと降格された。授業妨害を多くしたわけでもなく、しかめ面や喧嘩を隠して、むしろ級友に面白い話をして楽しませることが常だった。幼き彼は度々物陰からこっそり人々を観察することに一日を費やし、とりわけ奇人に見える人を探しては、その仕草をものまねして、そのため人々から「おおスパイよ」と言われるまでになった。この好奇心を持った観察の仕方は、後年彼のキャリアで様々な役を演じるのに役に立った。
小学校を卒業した彼はチミノ中学校に入学し、ある教師との些細な事故で、懲罰に受けた拳骨がもとで、彼の鼻と顎は特徴ある形に曲がった。これが彼の「マスク」を作り上げた逸話である。高校では勉学をせずに中退した。母は彼を聖職者にしようと考えており、子供の頃は教会でミサの従者を務めさせられたが、家の中の小さな祈りですら消極的だった。ヴァラエティーショーに夢中になったまだ幼き彼は、苗字から取ったフランス語風のあだ名「クレマン」を名乗って劇場に頻繁に出入りするようになり、当時のナポリの著名な俳優グスターヴォ・デ・マルコの劇を真似て覚え、さらにそれを人形劇で再現するに至った。この時期、エドゥアルド・デ・フィリッポとペッピーノ・デ・フィリッポの兄弟、また音楽家のチェザーレ・アンドレア・ビクシオ、アルマンド・フラーニャと知り合った。
第1次世界大戦の期間中、彼はイタリア王国軍に志願し、第22歩兵連隊に所属し、ピサとペーシャに駐屯した。その後、郷土守備軍第182大隊に転属してピエモンテ州の基地に配属されたが、対フランス戦線へと送られることとなった。アレッサンドリアの基地で、剣で武装した司令官は、性癖の奇妙さで恐れられているモロッコ人部隊と寝台車を共有しなければならないと通告した。この時に恐れおののいたトトは、仮病を演じて軍病院へと転送され、こうしてフランス戦線行きを免れたという。わずかな入院期間の後、第88歩兵連隊に転属されてリヴォルノに配属されたが、下士官から侮辱を受けた。このことは彼の有名なモットー「我々は人間か、（いばりちらす）下士官か？」となった。

### 最初のエピソードと「ヴァリエテ」
兵役後も彼は海兵隊に務めなければならなかったが、規律をこなさなかった彼は逃亡し、喜劇役者として活動し始め、『ベル・チッチーロ（美しい贅肉）』や『夜のイヴォンヌ』で知られる芸人エドゥアルド・ダチェルノの脚本家となった。そののちサラ（劇場）・ナポリでの最初の舞台でナポリ歌謡の歌手E. A. マリオのパロディを演じて成功し、テアトロ（劇場）・オルフェオの俳優ニーノ・タラントの目に止まった。
20代の初め、母は軍人のフランチェスコ＝マリア・ガリアルディ＝フォカスと再婚し、彼の養子となる。この新しい家族は、両親への反対にもかかわらず、つまりトトが後年「途方もない」と書いたように、何の得になる要素も、堕落した大根役者で構成された三流劇場の支配人ウンベルト・カペーチェの代償もなく、ローマに移住した。こうしてトトはコンメディア・デッラルテに出演するようになり、プルチネッラを演じ、観衆からの特別な評価を稼いだ。しかしながら、この若者が劇場で成功するにはまだ少なからぬ苦難が必要であった。給料もなく、トラムの切符さえ買えない彼は、インディペンデンツァ広場から街の反対にある（ヴァチカン市国に隣接する）リソルジメント広場までたどり着くのに、冬の寒さの中で僅か数銭を求めて物乞いする有様であり、これもまた「途方もない」状態であった。このような事態はトトの心身にとって辛く、いやいやながらトトは劇場から去って行った。
短いながらも失業していた期間中、トトは憂鬱に陥り、彼の気が晴れるのは小さな仕事で日銭を手にした時のみだった。この時の経験が元になって、彼の演劇の方向性はヴァリエタ（バラエティ、フランス語のヴァリエテvariété）に狙いを定めるようになる。ナポリの劇団の座長フランチェスコ・デ・マルコに会うことを試みるが、おそらくは彼の不安から、直前になって思いとどまった。
結局トトは、グスターヴォ・デ・マルコ（同姓だがフランチェスコの縁戚ではない）にインスピレーションを得てモデルとしつつ、一人で活動することになった。子供時代からものまねを得意としていたトトにとって、鏡の前で他人の演技を模擬することは難しくなかった。周到に準備したトトは、ヴァリエテで有名なアンブラ・ジョヴィネッリ劇場の舞台を踏んだ。そこはエットーレ・ペトロリーニ、ラファエレ・ヴィヴァーニ、アルマンド・ジリ、ジェンナロ・パスカリエッロ、アルフレッド・バンビといったヴァリエテの役者たち、そしてグスターヴォ・デ・マルコ自身も常連とする劇場であった。劇場支配人で、地元のマフィアのボスでもあるジュゼッペ・ジョヴィネッリとの短い面談の結果、トトはその歓喜的な外見と不真面目さのおかげで、即座に採用となった。トトはデ・マルコの3本の喜劇、『ベル・チッチーロ』『ヴィペラ』『パラグアイ』を演じ、劇場の常連客からの成功を得た。彼は契約を延長して多数のヴァリエテに出演したほか、ボクサーのオッド・フェレッティとの見世物試合ショーも演じた。
劇場の観客から得た支持は報酬には結びつかなかったが、それは芸術家の暮らしのスタイルであった。支払いはとても低く、洗練されたアクセサリー（それは後年トトの趣味となるのだが）を身につけた余裕のある暮らしなどとてもできないものであり、身なりも良くならず、ましてや髪さえ整えられず、ロドルフォ・ヴァレンティーノのような口ひげなどもってのほかだった。従って散髪は劇場で知り合った床屋のパスカリーノのところで済ませていた。この時期、彼はサルヴァトーレ・カタルディ、およびウンベルト1世劇場のヴォルファンゴ・カヴァニーリャの脚本家をしていた。
トトは劇場の知識を蓄え（この時期は劇場に一人暮らしで住み込んでいた）、すれた山高帽子、大きすぎるコート、着古したシャツやベスト、安物の紐履やネクタイ、短すぎあるいは長すぎるズボンといった出で立ちを纏っていた。しかしながら夜となると素晴らしい演技でグスターヴォ・デ・マルコの受け役でヴァリエテをこなした。ウンベルト1世劇場の舞台は喝采とアンコールを求める声で埋め尽くされ、この経験はトトのヴァラエティ芸人の地位を確固たるものにした。

「取るに足らないもの、つまらないもの、些細なこと！」
--トトの定番のセリフより

1923年から1927年まで、彼はイタリアの主な劇場カフェに出演し、全国に知られるようになった。余裕のできたトトは身なりも良くなり、髪も整えてロドルフォ・ヴァレンティーノのような口ひげも生やして「バラのような」暮らしになった。特に女性にももて始め、トトは劇場に出入りする女性歌手やバレリーナとの「冒険」を楽しみ、文字通り「女に入れあげ」た。ショーの始まる前、彼は観客席を見回して美人を探し、幕間や終演後に楽屋に連れ込んだ。
1927年には2つの異なる劇団の主催者であるアキーレ・マレスカと契約を結んだ。トトは当時のプリマ・ドンナであるイザ・ブルエッテの、それから1928年には同じくアンジェラ・イッパヴィッツの前座を務めた。彼女らの周りには「リップ」と呼ばれたルイジ・ミアッリャや、「ベル・アミ（フランス語で親友）」アナクレート・フランチーニがいた。最初の劇団では後の相棒を務め彼の片腕と呼ばれるマリオ・カステラーニと出会った。
1929年にはアキーレ・マレスカの公演でラ・スペツィア劇場の舞台を踏み、ヴィンツェンツォ・スカラ男爵と契約し、ナポリ新劇場の切符売り場の看板にその名を貼り出された。またそこでは「ヴデット（スター）」としてエウジェニオ・アウリツィオと契約し、マリオ・マンジーニ、エドゥアルド・シャルペッタとともに、演劇『Miseria e nobiltà （貧乏人と貴族）』『Messalina e I tre moschettieri （メッサリーナと三銃士）』（ダルタニャン役）に出演し、女優ティティーナ・デ・フィリッポと共演した。メッサリーナはとりわけ観衆の目を引き、トトは緞帳によじ登ってしかめ面をして注目を浴びた。

#### リリアーナ・カスタニョーラ
このようにトトは多くの成功を得たが、かといって女遊びではトトの心は満たされなかった。そのような状態に終止符を打ったのは、歌手でバレリーナのリリアーナ・カスタニョーラである。トトは彼女のいくつかの舞台写真を見た瞬間に一目惚れした。彼女はフランス人の二人の船乗りと二股をかけるというゴシップを持っていた。さらにそのうちの一人は嫉妬から、彼女が舞台でバレエを踊っている間、消音銃で彼女の顔を目掛けて撃ち、そのあと自殺した。その時の傷を隠すため、彼女はボブヘアーにしていた。そのようなわけで彼女は1929年にナポリにやってきて、ナポリ新劇場のトトのショーに出演した。トトはその機会を逃さず、彼女の住居にバラの花束とラブレターを送った。彼女は返信を書き、トトを招いた。これが彼らの（短く、困惑を起こした）ラブストーリーの始まりであった。舞台の上だけでなく実生活においても魅惑の妖婦であったカスタニョーラにとって、トトは真摯な恋愛を欲している真面目な人だと思えた。
最初の出会いの後、恋は嫉妬に変わった。トトは自分のツアーの期間中彼女に言い寄ってくる男に我慢がならず、度々彼女と言い争いになった。二人はゴシップの対象となり、その事で彼女は鬱になり、二人の関係はどんどん悪化していった。リリアーナはトトに対して病的になり、ただ同じ演劇に出演する間彼のそばにいたいとだけしか考えていなかった。しかしトトは、彼女の振る舞いに抑圧されており、パドヴァへの遠征で「パヴィリア」役として彼女が同伴する契約を受け入れるまで、彼女から距離を置こうと考えていた。この逸話は、リリアーナが睡眠薬自殺を遂げた事で終わった。トトはホテルで彼女の死体と遺書を発見した。

アントニオ、
私の妹のジーナに、私の服を全部あげると言ってちょうだい。彼女に、私は幸せじゃなかったと伝えて。だってあなたはこのところずっと私を訪ねてくれなかったじゃない？なんて不躾で、横柄な人！あなたが私によくしてくれた？そんなの知らないわ。今、私の手は震えてるの。ああ、あなたがそばにいてくれたら！あなたが私を助けてくれたでしょ？アントニオ、私は今までなかったほど冷静よ。私の人生は恵まれない灰色だったと言って笑ってちょうだい。誰の事も見ないわ。私あなたにそう誓って、約束を守ったわよ。今夜、帰った時に黒猫が私の眼の前を通ったの。で、今これを書いてる時に、別の黒猫が下の通りで鳴き続けてるわ。なんてバカバカしい一致なんでしょうね。さよなら。あなたのリリア
--手紙

翌朝トトが彼女の死体を発見した時、トトは彼女の気持ちを理解しておらず、彼女が無責任に多くの男と浮名を流していると思い込んでいた事に責任を感じた。彼はそれを一生の重荷として引きずり、彼女の髪を自分の家の墓に埋め、また後に生まれた娘に（通常ナポリの伝統では父方の祖母の名を取るためアンナと名付けるはずだったが、それを覆して）リリアーナと名付けた。トトはまた彼女の死体とともに発見した彼女の、おそらく死を待つ間に涙を拭いたであろうマスカラのついたハンカチを形見に持ち続けていた。
事情聴取の終わったその日の夜、トトはパドヴァへの公演に旅立った。1930年3月の事である。翌月ローマに戻った後、ウンベルト1世劇場で新たな公演を始め、チャーリー・チャップリンへのオマージュを演じた。また前年に続いてマレスカへも遠征した。

### 前座芝居と、映画との出会い
同じく1930年、トーキー映画の出現が確立した頃、ステファノ・ピッタルーガ、映画会社チネス社とともにイタリア最初のトーキー映画『it:La canzone dell'amore （愛の歌）』を製作したプロデューサーは、映画の新しい題材を探していた。その頃すでにトップスターとして活躍していたトトをピッタルーガが逃すはずはなく、『Il ladro disgraziato （不運な泥棒）』のために彼と面談した。とはいえピッタルーガはトトにバスター・キートンのものまねをやらせようとしたがトトはそれを好まず、結局この映画は日の目を見る事はなかった。
映画界入りを待つ間、トトはイタリアの様々な劇場で前座芝居を演じる自前の劇団を組んで座長となり、1940年までその活動は続いた。トトはフィレンツェへのツアーの際、16歳の少女ディアナ・ロッリアーニと知り合った。トトはその若すぎる歳の差が気に入らなかったにもかかわらず、二人の間には娘が生まれ、カスタニョーラとの一件から、リリアーナと名付けた。
1930年代は彼にとって大きな成功の時期であり、莫大な収入を得たというわけではなかったが、片腕であるグリエルモ・イングレーゼ（のちにはエドゥアルド・パッサレッリ）とともに、イタリア全国の劇場でヒットを飛ばした。この時期トトは台本に書かれていないアドリブの演技を磨いていった。それはセリフだけでなく体全体を張って大げさなデフォルメを伴う演技にもつながっていき、『ドン・キホーテ』のような古典的レパートリーを演じている際にも、また相方を務める女優に対しても、様々なアドリブで応じ、基本的に人間の求める食欲や性欲、メンタルヘルスといったモデルを作り上げていった。もちろんそのようなトトの演技は、決して卑俗なものになる事はなかった。トトはその演技を磨いていく過程で、貧乏だった若い頃の経験をもとに、「貧しさこそ喜劇の原点である」そして「人生の中で戦いを起こさなければ本物の喜劇役者にはなれない」と思うようになった。このようにして、トトは本当にメジャーな喜劇役者としての地位を獲得していったのである。
1933年、彼は養父の財産を相続し、貴族の地位を得た。翌1934年にはトトからの嫉妬に病んでいた伴侶のディアナ・ロッリアーニと、娘のリリアーナとともにローマで家を構えた。1935年4月、二人は正式に結婚した。
その頃、幾人かの重要な人物がトトを映画に誘おうとした。ウンベルト・バルバーロ、チェザーレ・ザバッティーニ、『百万あげよう Darò un milione』のマリオ・カメリーニ、それからルイジ・アルミランテである。これらの計画は実現しなかったが、ついに1937年、トトはグスターヴォ・ロンバルドのプロデュース、ティタヌス社製作の『it:Fermo con le mani!（手出しするな！）』で映画にデビューし、ローマのレストランでの昼食のあとにその契約を交わした。監督はジェロ・ザンブートが務めた。とは言え映画はさほど成功しなかった。イタリアの観衆の目には、この映画はチャップリンの二番煎じとしか映らなかったのである。
この時期、トトは大きな事故に遭う。親友マリオ・カステラーニとの事故がもとで、眼鏡が刺さって彼は左目の視力を失った。この事故がもとで、彼の前座劇での輝かしい栄光は終わってしまった。さらに結婚生活にも危機が訪れ、若い妻へ嫉妬を感じたトトは彼女を楽屋で待機させるようになり、それに嫌気がさしたディアナと別居して独身に戻ることに了承した。当時のイタリアの法律では離婚は認められなかったため、彼らはハンガリーで離婚を宣言した。とはいえその宣言はのちにイタリアで取り消され、再び一緒になった彼らは、娘と彼の両親とともにローマで同居した。
最初の映画の不成功のあと、トトはあまり乗り気ではなかったにもかかわらず、2作目の映画に出演した。1939年、カルロ・ルドヴィゴ・ブラガリア監督の『it:Animali pazzi（気違いペット）』である。予算の限られていたこの映画で、トトは一人二役を演じた。これもやはり映画としてのオリジナリティに欠けるもので、不成功に終わった。
1939年には妻や片腕らとともに『5千万、気違い染みてる！ 50 milioni... c'è da impazzire!』という演目を下げてエチオピア公演に遠征した。この演目は片腕のグリエルモ・イングレーゼとともに書き下ろし、前年イタリアで演じて成功していた。また3番目の映画でチェーザレ・ザヴァッティーニ監督、リボリオ・カピターニ製作の『it:San Giovanni decollato （着飾った聖ヨハネ）』に出演した。しかしザヴァッティーニは仕事を気に入らず、監督はアムレット・パレルミに交替した。この映画は良い批評を受け、「チネマ」誌、「レスプレッソ」誌でそれぞれ、トトは台詞回しや演技が表現的であると評価された。ザヴァッティーニはその後『it:Totò il buono （トト、良い男）』という脚本を書いた。これはそのままでは映画化されなかったが、後年ヴィットリオ・デ・シーカ監督の『ミラノの奇蹟』として1951年に映画化され（主人公の役名はトト（アントニオの愛称）だが別人が演じた）、イタリアのネオリアリズム映画の代表作となった。同じくアムレット・パレルミ監督の4作目の映画、1940年の『it:L'allegro fantasma （幻想的な陽気）』に出演し、これはトトが劇場に戻る前の期間としては最後のものとなった。

### レヴュー
これらのトトの最初期の映画は、彼の舞台での人気にもかかわらず、多くの観衆の成功を得られなかった。この時期トトは劇場に復帰したが、それは前座ショーではなく、「レヴュー」のスタイルへと変化していた。この時期レヴューはパリを中心に人気を得ており、イタリアでもまた、ムッソリーニ政権によるファシズムが影を落とし始めていた中、社会風刺のスパイスを少しばかり効かせながら派手な音楽や演出で飾るレヴューのショーはたちまち人気となった。
トトはローマのクァトロ・フォンターネ劇場でレヴューにデビューし、この時期の片腕だったマリオ・カステラーニや、プリマ・ドンナのアンナ・マニャーニと共に、芸術的だけでなく人生の上においても素晴らしい経験を積み重ねていった。レビューの演目は1940年代の優れた脚本家ミケーレ・ガルディエーリによって書かれた『少なくとも君があいつを待ってる時』であった。ガルディエーリとトトは、『it:Che ti sei messo in testa? おまえの頭の中に何を置いた？』のエリオ・ジガンテ、レミジオ・パオーネと並んで、10年間一緒に仕事をした脚本家の一人だった。
第2次世界大戦によって劇場に来る人の足は遠のき、車も公共交通も少なくなり、特にミラノでは空襲から逃れるために出演の合間に近くの防空壕へ避難する有様であった。この時期トトはボッソーリ・フィルムと契約し、ジョルジオ・シモネッリ監督の映画『it:Due cuori fra le belve （二人の野人の心）』（戦後改題し『Totò nella fossa dei leoni ライオンの穴の中のトト』となった）に出演し、本物の猛獣たちと共演した。
レヴュー『おまえの頭の中に何を置いた？』（ナチスドイツによる占領時代には『Che si son messi in testa? 頭の中に何を置きましたか？』と丁寧語に改題させられた）はトトに問題を引き起こした。ローマのヴァッレ劇場での最初の公演の後、劇場の玄関に爆弾の脅迫があり、ついで警察から、ドイツ高官からの電報を受け取っていると、エドゥアルド・デ・フィリッポとペッピーノ・デ・フィリッポの兄弟とともに脅された（トトはそれを実際に読んでいないが、匿名の電話による脅迫を事前に受けていた）。デ・フィリッポ兄弟が北部郊外のジョスエ・ボルシ通りにある雑木林の中のあばら家に隠棲して警戒態勢をとったのに続き、トトも逮捕から逃れるため、前妻ディアナと娘をローマ西部郊外の知人の家に隔離させた。有名人のトトは隠棲先でたびたびファンに顔を知られ、もはや隠れることもできない状態であった。トトはローマ解放の1944年6月4日に市内の両親の家に戻った。またそれまでにもレジスタンス運動を経済的に支援していた。
トトは6月26日にヴァッレ劇場で新たなレヴューの演目『鼻の下の椰子』を演じた。そこではピノキオに扮したムッソリーニと、さらには片腕にギプスをはめ付け髭をむずがるヒトラー（7月20日に実際に暗殺未遂事件が起こる）を演じ、観客を痛快がらせた。

私は首領を嫌い、独裁者を嫌う。戦争の間、私は毎晩危険に晒されていた。なぜなら劇場でヒトラーのパロディを演じていたからである。とはいえ私が捕まることはなかった、私はただ笑わせるだけの役だったからであり、観衆は私のおかげで少なくとも一晩は、唯一私を見ることによって彼らを笑い飛ばせたからである。それは彼ら独裁者への最大の嫌がらせだった、なぜなら観客は独裁者が失敗するのを観て爆笑したからである。
--トト

1945年、首都ローマでの幾つかの公演の後、シエナとフィレンツェで、ナポレオンを風刺した喜劇『告訴せよ、立ち上がれ！』を演じた時、一人のパルチザンが近寄ってきてトトの顔を殴った。なぜならその演劇は独裁者だけでなく、パルチザンをも嘲笑していたからである。トトは加害者をすぐに警察に突き出したが、告訴することまではせず、怒りを捨てた。
この時期、アンナ・マニャーニとの仕事の連携は中断された。彼女は当時の恋人だったロベルト・ロッセリーニの監督による『無防備都市  Roma città aperta』で国際的な名声を得ていた。逆にトトは映画や演劇で自分の道を進み、また唯一の78回転盤音楽レコード「美青年マルチェッロ」をA面に、またマリオ・カステラーニとともに「バロックの国」をB面に吹き込んだ。

### トト・マニア
父ジュゼッペ・デ＝クルティスが1944年9月に死んだ後、1945年からの数年はトトは映画と演劇の両面で活動し、またいくつかの歌を作詞作曲し、そしてルイジ・ピランデルロの小説の朗読を吹き込んだ。6番目の映画となるマリオ・ボナールの『ザビーネの鼠 Il ratto delle Sabine』に出演した。幾つかの批評が出て、ヴィンツェンツォ・タラリーコは「彼が演劇界にいち早く戻ってきたことを喜ぼう」と評した。続いてステーノとアジェノーレ・インクロッチの脚本でマリオ・マットーリ監督の『二人の孤児 I due orfanelli』を、またマットーリとは続けて1947年に『トトのイタリア旅行 Totò al giro d'Italia』、1949年に『ヴィッジュの消防士たち I pompieri di Viggiù』を制作した。一方で演劇ではガブリエッリ演出の『世界は一回きりだった C'era una volta il mondo』を公演し、「二人の孤児」でも共演したイザ・バルツィッツァ Isa Barzizzaの恋人役を演じた。マリオ・カステラーニとは常に協力し、彼はトトの映画のそれぞれの監督が忙しい時には助監督も務めた。
『世界は一回きりだった』はチューリッヒでも成功し、イタリアだけでなくスイスでもトトの喜劇俳優としての名声は高まった。演劇の終わりのカーテンコールで、トトはベルサリエリ兵の軍隊ラッパのリズムで山高帽をとってお辞儀した。これは『ヴィッジュの消防士たち』のシーンにも見られる。1947年10月、公演の最中にトトの母親が死んだ。トトは私事のために演劇を休まず、巡業を続けた。彼は常に「トト」を演じ、「アントニオ・デ・クルティス」を心の隅に追いやった。
1950年、トトは唯一の吹き替え声優として、アメリカ映画『ターザンと女奴隷』のナレーターの吹き替えを務めた。演劇ではバルセロナ、マドリッド他スペインの都市で、『二つの光の間に スペイン語：Entre dos luces イタリア語：Tra due luci』をスペイン語まじりで公演し、またその中の挿入歌を不正確なスペイン語とナポリ方言を交えて歌った。イタリアに戻ったこの時期、雑誌社セッテ（数字の7の意）の求めで写真撮影に応じている。
トトが映画の世界に入った時、たくさんの企画が持ち込まれたが、それらの多くは資金面の問題により中止されたり、撮影すらされなかった。幾つかの映画は撮影と同時に脚本が書かれる始末で、2, 3週間の短い撮影期間で、舞台上で即興を演じたり、演劇で慣れているのと同じ演技をした。彼はやる気を削がれながら、それでも自分の演技のクォリティを保つため、計画が持ち込まれるときはいつも、創造性を深く追求し、その上で即興に応じた。このような彼の努力によって、トトはイタリア映画界で最も有名な喜劇俳優の地位を築いていった。「彼の演技は全く予測できなかった。彼は腕で語っていた」とニーノ・タラントは述懐している。一方ヴィットリオ・デ・シーカは「もちろん、彼が即興するときのその身振りは天才的でかけがえのないものである」と評価している。とは言え、カルロ・クロッコロ、ジャコモ・フリア、ステーノの批評にあるように、トトは楽屋にこもって何度も即興の練習をし、納得の行かないところは何度も手直しをした、とマリオ・カステラーニは語っている。

でも、私を喜ばせなさい！
--トト

## 主な出演作品
| 公開年 | 邦題 原題                                   | 役名                       | 備考 |
| ------ | ------------------------------------------- | -------------------------- | ---- |
| 1949   | カプリの皇帝 L'imperatore di Capri          | アントニオ・デ・ファジオ   |      |
| 1950   | 青ひげの六人の妻 Le sei mogli di Barbablù   | アントニオ・エスポジト     |      |
| 1951   | 刑事と泥棒 Guardie e ladri                  | フェルナンド・エスポージト |      |
| 1954   | 自由は何処に Dov'è la libertà?              | サルヴァトーレ・ロハコノ   |      |
| 1954   | L'oro di Napoli                             | ドン・サヴェリオ・ペトリロ |      |
| 1958   | いつもの見知らぬ男たち I soliti ignoti      | ダンテ・クルチアーニ       |      |
| 1965   | マンドラゴラ La mandragola                  | 修道士ティモテオ           |      |
| 1966   | 大きな鳥と小さな鳥 Uccellacci e uccellini   | トト/修道士チッチッロ      |      |
| 1966   | ナポリと女と泥棒たち Operazione San Gennaro | ビンチェンツォ             |      |
| 1967   | 華やかな魔女たち Le streghe                 | Miao Ciancicato            |      |